# Église Saint-Sernin de Brive-la-Gaillarde
Pour les articles homonymes, voir Église Saint-Sernin.
L'église Saint-Sernin de Brive-la-Gaillarde est un édifice religieux édifié sur la commune de Brive-la-Gaillarde dans le département de la Corrèze en région Nouvelle-Aquitaine.

## Histoire

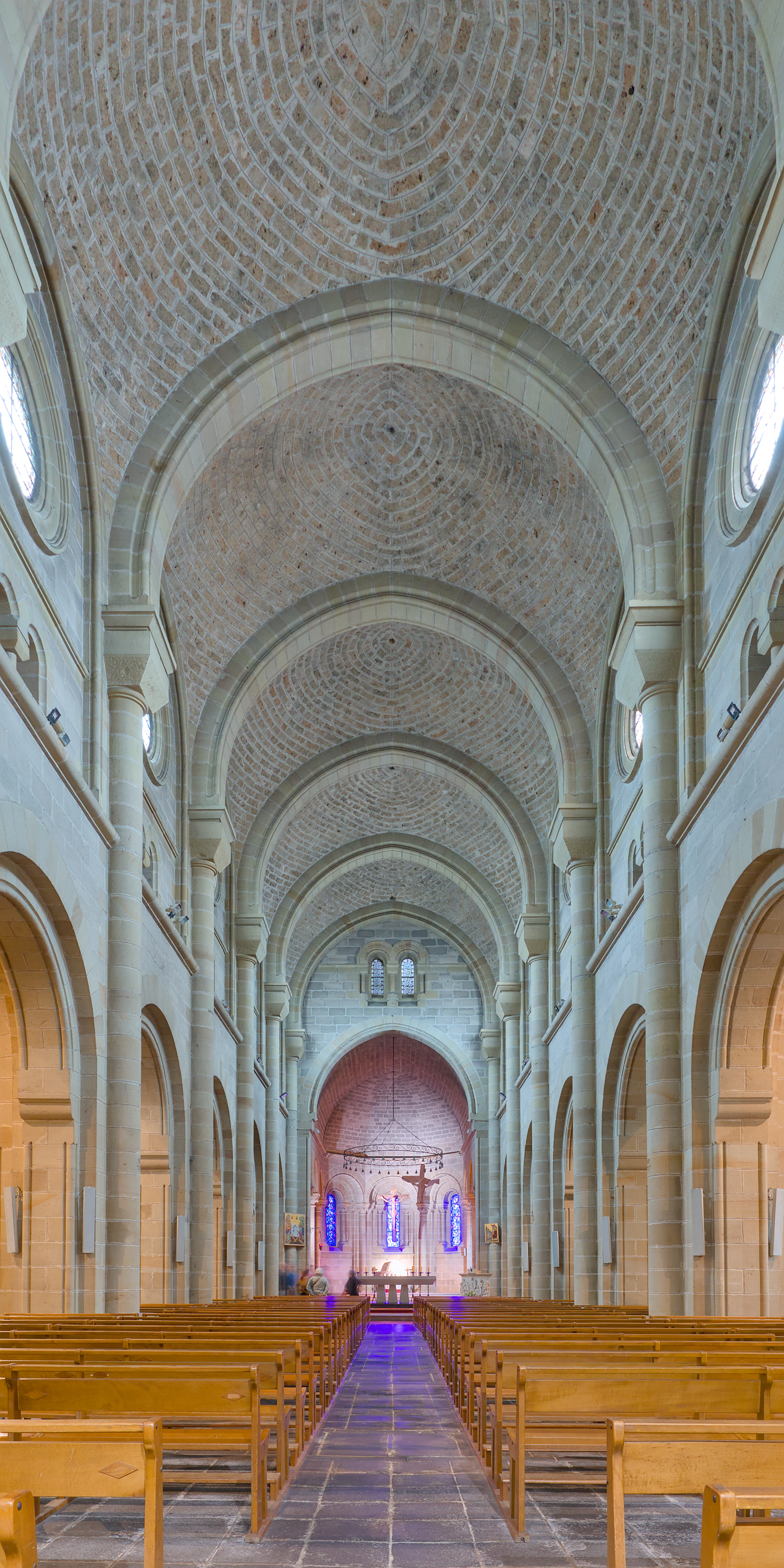
Nef.

Elle est dédiée à saint Sernin, premier évêque de Toulouse répertorié.
L'église a été ouverte le 10 juin 1890 après avoir été construite entre 1885 et 1889 par l'architecte municipal Louis Bonnay.
Elle restera sans clocher jusqu'en 1904, l'édifice se situe en bas de l'avenue Jean-Jaurès. Elle est de style néo-roman et a déjà été mentionnée dans un texte en 1231, elle connut différents emplacements entre le XIIIe siècle et le XXe siècle.

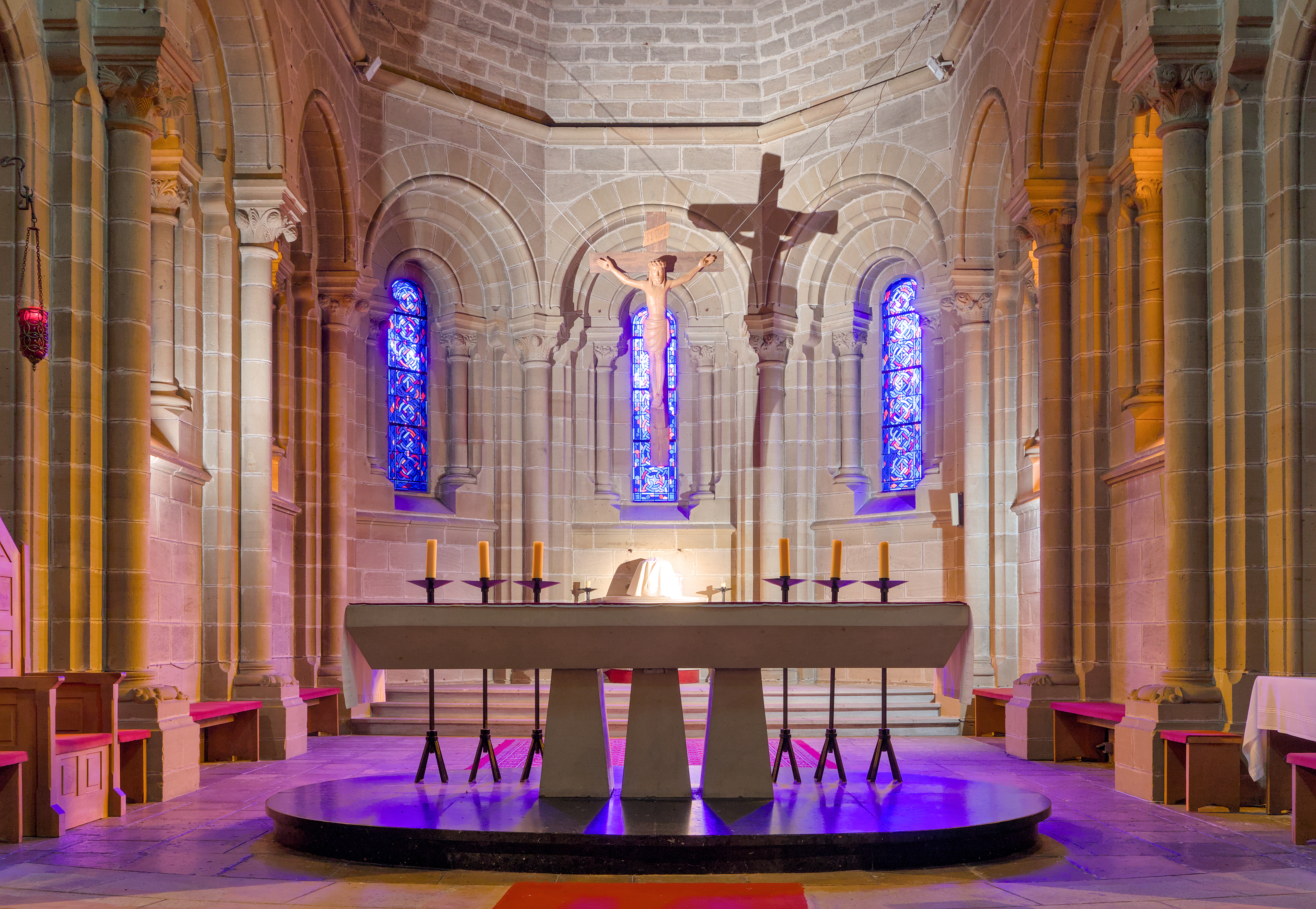
Chœur et autel.